# دیلان گوین
دیلان گوین (انگلیسی: Dilan Gwyn؛ زادهٔ ۴ ژوئن ۱۹۸۷) بازیگر اهل سوئد است.

## زندگی‌نامه
وی در ۴ ژوئن ۱۹۸۷ در استکهلم به دنیا آمد و از آکادمی هنرهای دراماتیک آمریکا فارغ‌التحصیل گشت.  وی دربارهٔ تبارش گفته که «من ارمنی، چرکس، یونانی، کرد و ترک هستم.".

## گزیده فیلمشناسی
از فیلم‌ها یا برنامه‌های تلویزیونی که وی در آن نقش داشته‌است می‌توان به دراکولا ناگفته، ماوراء، شیاطین داوینچی و خواهران جنگجو اشاره کرد.